# Planococcus nigritulus
Planococcus nigritulus är en insektsart som beskrevs av De Lotto 1961. Planococcus nigritulus ingår i släktet Planococcus och familjen ullsköldlöss. Inga underarter finns listade i Catalogue of Life.